# Алфонс Медер
Алфонс Медер (на немски: Alphonse Maeder) е швейцарски лекар и психоаналитик.

## Биография
Роден е на 11 септември 1882 година в Ла Шо дьо Фон, Швейцария. Първоначално учи медицина в Берн през 1901 г., а после продължава образованието си в Берлин и Цюрих. Между 1906 и 1910 Медер работи в Цюрих като асистент на Ойген Блойлер и Карл Густав Юнг, който го запознава с психоанализата. Също така присъства на конгреса на Международната психоаналитична асоциация през 1910 г. в Нюрнберг. Подобно на Юнг и Медер е критикуван от Фройд да не се отклонява към мистични тенденции.
Умира на 27 януари 1971 година в Цюрих на 88-годишна възраст.